# AMOS (супутник)
AMOS (англ. Afro-Mediterranean Orbital System, «Африкансько-середземноморська орбітальна система») — серія супутників зв'язку Ізраїлю.
AMOS розроблюються Ізраїлем та експлуатуються приватною компанією Spacecom.
- Amos 1 (Амос 1) був першим ізраїльським супутником зв'язку. Його розробка базувалась на досвіді створення розвідувального супутника Ofeq. Апарат масою 996 кілограмів і розмахом сонячних батарей в 10 метрів був створений на підприємстві «МАБАТ» концерну «Таасія авіріт». Загальна вартість програми оцінювалася в 210 мільйонів доларів, з яких 40 мільйонів було сплачено за запуск французькою ракетою-носієм. Супутник був розрахований на 10-річну службу. Він був запущений 16 травня 1996 року з Європейського космічного центру Куру у Французькій Гвіані і пропрацював на орбіті 12 років. Сьогодні супутник закінчив свою роботу на позиції 4W і ще невідома його подальша доля. Можливо, що буде переміщений на позицію 70E (друга позиція оператора Spacecom) або проданий.
- Amos 2 був запущений 28 грудня 2003 року з космодрома, в Казахстані, і обслуговує клієнтів трьох регіонів: Близького Сходу (включаючи Ізраїль), в Європі і на східному узбережжі США. Апарат масою 1,4 тонни. Розрахункова тривалість експлуатації апарата «Амос-2» становить 12 років.
- Amos 3 — Амос-3 успішно стартував з космодрому Байконур в Казахстані 28 квітня 2008 року. Після виводу на орбіту він розташувався по сусідству з «Амосом-2». Оснащений найсучаснішим комунікаційним устаткуванням «Амос-3» дозволяє забезпечувати прийом з високою якістю телеканалів HD. Область надійного прийому сигналу — Східна Європа, Ізраїль і Східне узбережжя США. Сигнал від супутника можна приймати від Західної Франції до Уралу, а також від Стамбула до Казахстану. Прослужить він довше за інших — 18 років.
- Amos 5 — виведений на орбіту 11 грудня 2011 в позицію 17° східної довготи.
- Amos 4 — виведений на орбіту 1 вересня 2013 в позицію 65° східної довготи. Маса 4250 кг. Розрахункова тривалість експлуатації апарата «Амос-4» становить 12 років. Корисне навантаження — 12 транспондерів Ku- та Ka-діапазонів.